# Vortéx de extinção

## Conceito
É uma classe de modelos utilizados para compreender, categorizar e explicar como ocorre o processo de extinção. O vórtice de extinção ocorre quando existe um processo que evolui de forma progressiva e em cadeia, gerando uma extinção de uma ou mais espécies de uma determinada região. Alguns fatores funcionam como causas agravantes para o vórtice, tais como fatores demográficos, genéticos e socioeconômicos.

### História
Este conceito foi elaborado por Michael E. Soulé, biólogo americano, e seu companheiro de pesquisa Paul R. Ehrlich, que desenvolveram uma forma de categorizar e caracterizar como se dão os processos de extinção, tendo como base seus estudos em Biologia da Conservação. De acordo com a classificação de Michael E. Soulé e Paul R. Ehrlich, existem diferentes tipos de vórtice que podem ter como processo desencadeador fatores demográficos e fatores genéticos. 
Por definição, a palavra vórtice significa uma estrutura que afunila e possui caráter progressivo, sendo detentora de uma força própria que faz com que o vórtice puxe tudo para dentro de si. Em termos de ecologia, o vórtice de extinção mantém algumas dessas características, mas a palavra vórtice é de caráter ilustrativo e foi usada por Soulé e Ehrlich para exemplificar o caráter progressivo do processo de extinção.

## Tipos de Vórtex de Extinção
Os vórtices podem ser caracterizados como:

### Vórtice R
Processo diretamente relacionado ao fator demográfico. Ocorre quando há uma diminuição da população e este processo afeta a proporção de parceiros sexuais. Com isso, ocorre o aumento das disputas entre o mesmo grupo e um menor número de acasalamentos. 

### Vórtice D
Ocorre quando há uma diminuição da população devido a fragmentação de habitat, fazendo com que os indivíduos fiquem isolados. Por estarem isoladas, as populações não conseguem se comunicar e há aumento da competição por parceiros sexuais e diminuição da proporção de parceiros sexuais.

### Vórtice F
Ocorre quando há uma diminuição na heterozigosidade que gera uma consequente diminuição da variabilidade genética.  

### Vórtice A
Acontece quando há mutações na genética de uma população e essas mutações levam a uma diminuição no potencial de adaptação evolutiva da população, tornando-a mais vulnerável a fenômenos biológicos genéticos.

## Fatores que influenciam o vórtex de extinção

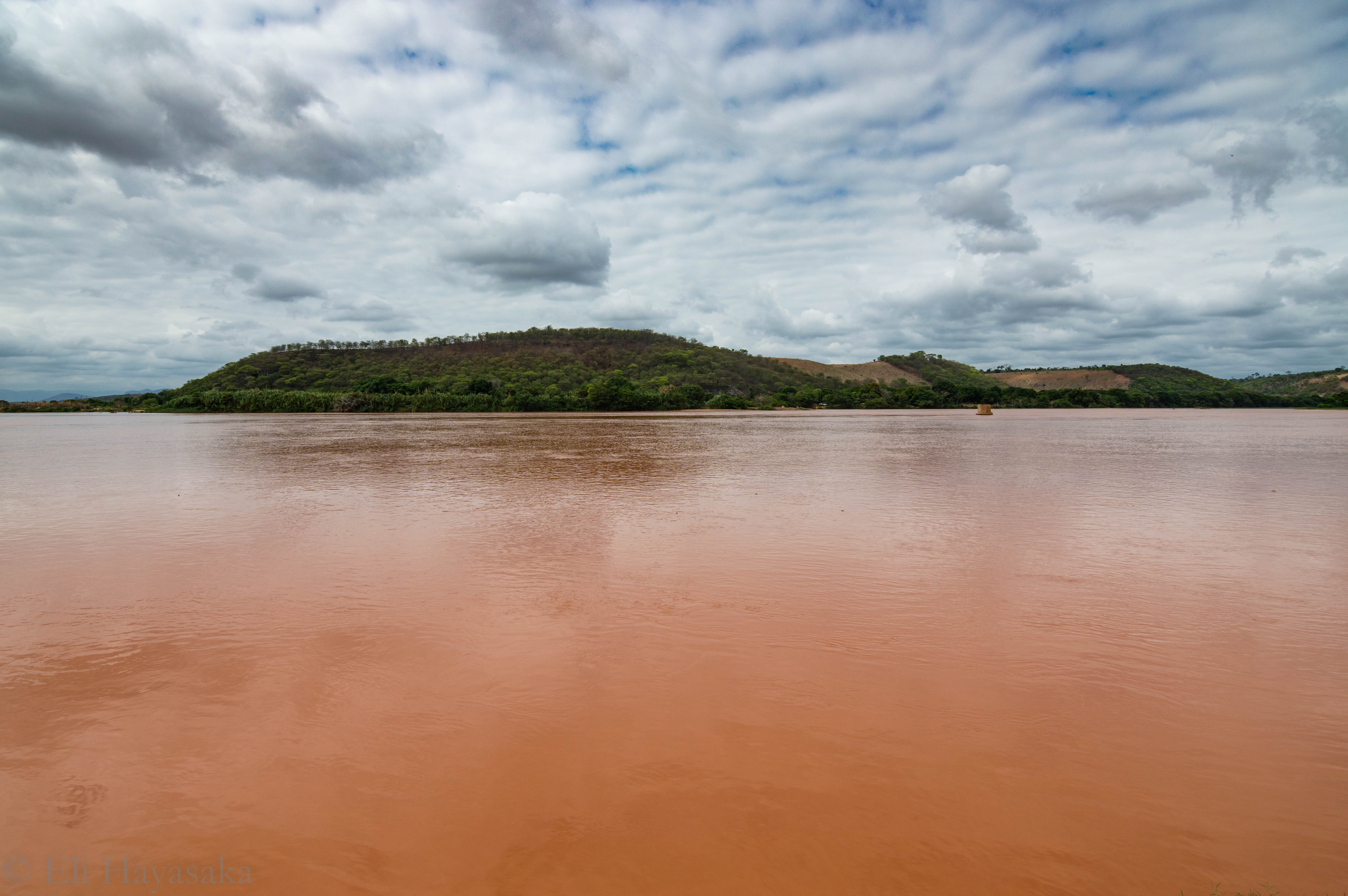
Águas do Rio Doce com a lama da barragem da Samarco, Galileia MG. Exemplo de evento que pode levar espécies aquáticas e terrestres à entrar em um Vórtex de extinção, devido a mudanças ambienteais

O vórtex de extinção pode ser um círculo vicioso que surge quando um indivíduo ou uma população de uma espécie é isolada dos demais, iniciando, assim, um ciclo que torna mais difícil para os indivíduos de uma espécie se reproduzirem ou deixarem descendentes férteis. 
Populações pequenas e dispersas estão mais vulneráveis à extinção, pois são mais instáveis, assim, é necessário que os profissionais da área ambiental façam cálculos para descobrir o quanto uma pequena população é realmente pequena.Os ecologistas fazem isso calculando o que é chamado de "mínimo de uma população viável", ou seja, o menor tamanho em que uma população pode sobreviver e se sustentar. Dessa forma, os fatores que influenciam o vórtex são:

### Fatores demográficos
A baixa densidade populacional, causada por instabilidades nas taxas de nascimento e morte, torna o processo de reprodução mais difícil. Uma vez que os parceiros sexuais de uma espécie se encontram com menor frequência, causado, por exemplo, por uma fragmentação do habitat, pode impactar outros fatores, como as mudanças nos padrões de dispersão e na taxa de fecundidade.

### Fatores ambientais
Eventos ambientais contribuem para o vórtex de extinção por meio da redução da população. Esses eventos diminuem rapidamente o tamanho dessa população (N) através, principalmente, da escassez de recursos naturais, ou nas condições ambientais, como chuvas, disponibilidade de alimentos, competição, alteração de temperatura. Além de eventos naturais extremos (catástrofes), como: ciclones, terremotos, queimadas, enchentes, erupções vulcânicas e epidemias. A perda de habitat e/ou degradação ambiental, também podem iniciar o vórtex de extinção. Outros fatores, como a caça, pesca ou predação excessiva, são eventos sucessivos que podem levar uma população ao vórtex de extinção, ao diminuir o número de indivíduos devido ao excesso dessas atividades feitas pelo homem ou por predadores naturais.

### Fatores genéticos
Pequenas populações estão expostas a instabilidades nas frequências dos alelos. Os descendentes de uma espécie recebem parte do material genético de cada progenitor, assim, os alelos passados para a próxima geração são uma amostra do genoma da geração anterior, e quanto maior o número de parceiros sexuais, maior a sua variabilidade genética. Existe um elemento de frequência para determinados alelos que são passados para a geração seguinte, enquanto outros podem nunca ser passados para a próxima geração.  
O processo de mudança na frequência dos alelos de uma geração para outra, ocorre de maneira aleatória, sendo conhecido como deriva genética.  Pequenas populações são mais vulneráveis a mudanças rápidas no seu genoma devido a amostragem aleatória de gametas. Assim, quando uma população é pequena, qualquer alteração nos alelos pode afetar desproporcionalmente a população, diminuindo sua diversidade genética e afetando sua capacidade de adaptação a futuras mudanças ambientais. Dessa forma a deriva genética causa perda da diversidade genética em populações muito reduzidas.
Além disso, quando uma população se torna muito pequena é mais frequente o acasalamento entre parentes, essa prática é chamada de endogamia, ocasionando, assim, na fixação de alelos, podendo causar defeitos congênitos, maior propensão a doenças, diminuição da sobrevivência e reprodução, além da diminuição da variabilidade genética dentro da população.
Outro fator genético é o fluxo gênico limitado. Por exemplo, uma população isolada devido a fragmentação do habitat, diminui as taxas de migração ou impede que elas aconteçam, fazendo com que a população perca diversidade genética ao longo do tempo levando ao aumento da endogamia. 

### Fatores socioeconômicos
A escassez de uma espécie estimula a sua exploração predatória, levando a caça, pesca e colheita de espécies consideradas raras, além do tráfico de animais em grande escala, sendo um problema em muitos países com grande biodiversidade.  

## Quantificação do Vórtex de Extinção
Para definir que uma determinada população corre o risco de entrar em vórtex, é necessário desenvolver uma base de dados que possa caracterizar quantitativamente os declínios finais dessa população. O seguinte cálculo é baseado em estudos de vertebrados selvagens de  William Fredric Fagan e Elizabeth Eli Holmes e nas fórmulas sobre dinâmica populacional, eles estavam interessados em estudar sobre o processo de extinção das espécies.
Para as populações que são extintas, a vida útil dessa população deve apresentar uma escala logarítmica com o tamanho da população. Assim, caso uma população apresente a longo prazo uma taxa de crescimento negativo, os modelos independentes de densidade irão prever uma escala logarítmica da vida útil da população. Já sob condições de estocástica ambiental (incerteza no valor das taxas demográficas, pelas diferenças nas condições e recursos disponibilizados para os indivíduos da população), a vida útil de uma população irá aumentar logaritmicamente com o tamanho da população, mesmo que sua taxa de crescimento de longo prazo  não seja negativa. Dessa forma, séries temporais de populações monitoradas até a extinção oferecem uma oportunidade de testar essa previsão sobre a dinâmica da extinção. 
De acordo com a estrutura do vórtex de extinção, a dinâmica de uma população deve piorar de forma rápida ou lenta, à medida que vai se aproximando da extinção. Isso ocorre porque os declínios populacionais provavelmente irão gerar mais declínios, e, assim, os fatores que influenciam o vórtex irão assumir uma maior importância no tamanho da população, que agora é pequena. Por exemplo, feedbacks positivos são hipotetizados para ocorrer entre declínios populacionais, mas a medida que aumenta a perda de diversidade genética, acelera a aproximação da população à extinção.  
Assim, o estudo de Fagan e Holmes, usou uma série de dados para testar essas predições e outras relacionadas, sobre a deterioração da dinâmica populacional em populações que estão ligadas à extinção. Para isso, usaram 10 espécies monitoradas anualmente (12 anos) para quantificar como a população de vertebrados declinou para a extinção. Assim, eles calcularam uma série de métricas, como o menor N; o N quando ocorreu o declínio final e o N um ano antes da extinção. 
Dentre os resultados, foi observado que a partir do momento que uma população diminui, em direção a extinção, o seu pico final de população não dependia, significativamente, do quão grande era sua população quando iniciou o declínio final. Além disso, foi constatado que o tempo para extinção estava intimamente relacionado com duas variáveis populacionais: o N e o log (N). 
Ademais, a regressão mista de vários níveis indicou, os declínios populacionais, ano a ano, mais próximos da extinção foram maiores do que dos anos anteriores. Indicou, também que quanto mais próximo à extinção, além das tendências de declínios mais acentuados, as mudanças foram mais variáveis.  

## Vórtex de extinção no Brasil

### Mata Atlântica

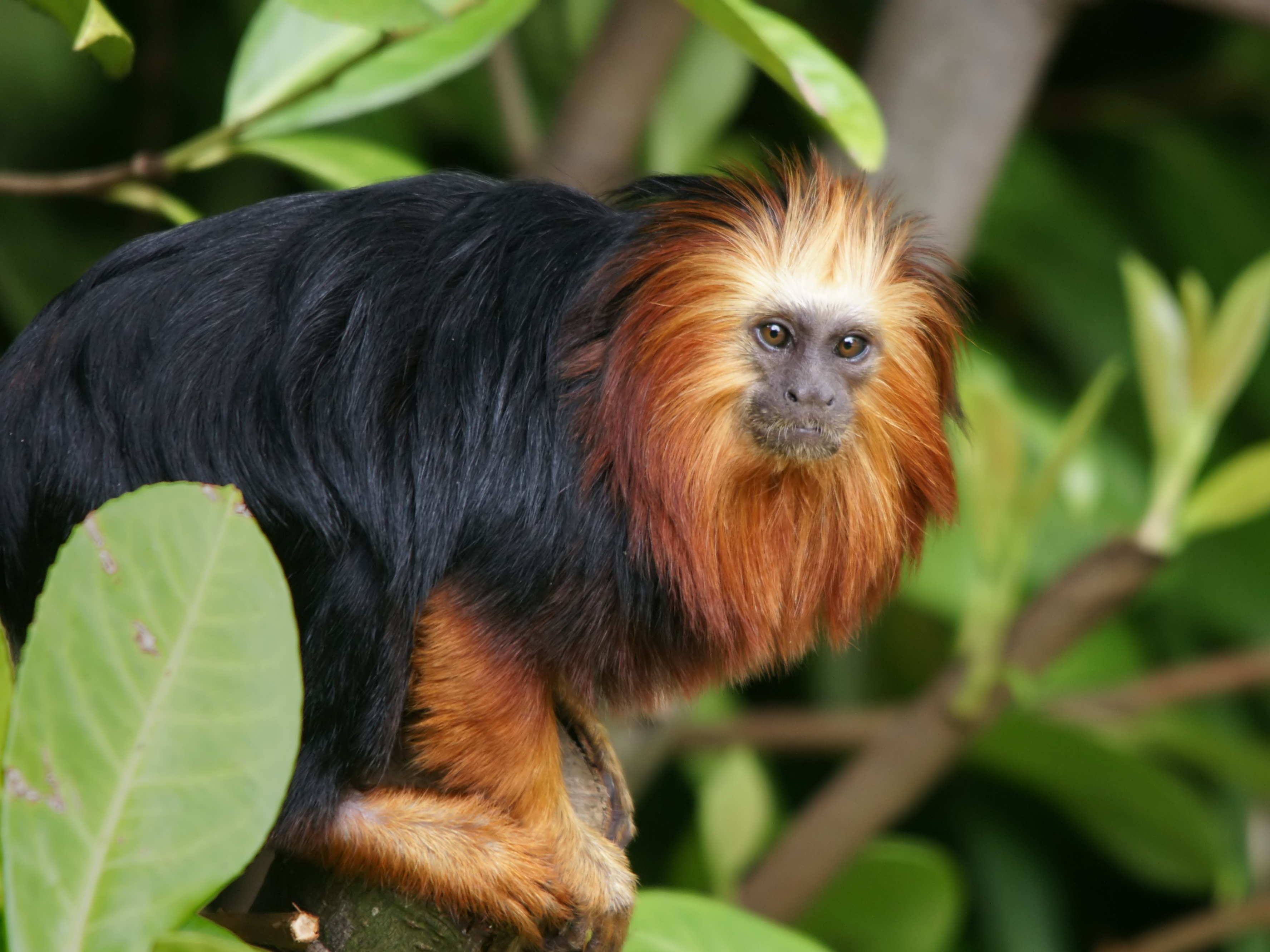
Mico-leão-de-cara-dourada no zoológico de Chester, perto de Chester, Reino Unido.

Antes da chegada dos colonizadores portugueses ao Brasil, estima-se que a área original da Mata Atlântica, localizada ao longo do litoral, seria pouco mais de 1,1 milhão de km2, atualmente, devido às atividades humanas, como exploração madeireira e a agricultura, restam cerca de 29% da área original. Essa redução florestal gerou uma perda e fragmentação de habitat, afetando diversas espécies nativas, principalmente herbívoros e carnívoros.
Esse bioma é um dos mais ameaçados do mundo e proporciona um habitat natural para muitas espécies endêmicas. Uma espécie impactada pelo desmatamento na Mata Atlântica é o mico-leão-de-cara-dourada (Leontopithecus chrysomelas), que além de ser uma população de tamanho pequeno, possui uma distribuição limitada devido à fragmentação do habitat. 
Além disso, a expansão da indústria de modo não sustentável causa a diminuição da fertilidade do solo, afeta a qualidade da água, causa mudanças nos microclimas e contribui para o aquecimento global, devido as substâncias tóxicas liberadas por essas indústrias.

### Cerrado

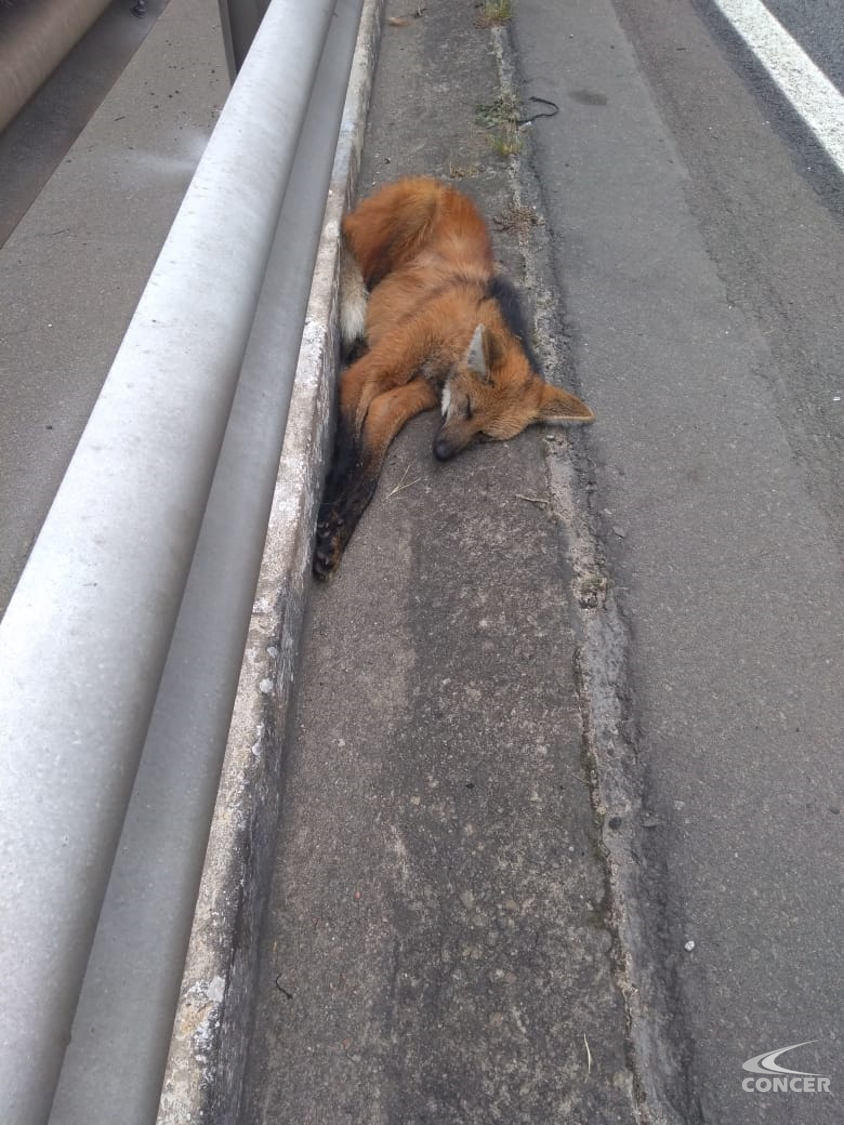
Atropelamento de lobo-guará na BR-040 (Km 61), em Petrópolis, projeto Caminhos da Fauna. Data: 23/06/2019

O crescimento dos centros urbanos e, consequentemente, a perda ou alteração do habitat tem causado uma diminuição na manutenção das populações. As estradas criadas entre os habitats naturais de determinados animais, desencadeou o atropelamento de indivíduos em fase de dispersão. Além dessa variação ambiental, outro fator que pode levar a redução no N nesse ambiente, é a transmissão de patógenos entre os animais domésticos e silvestres, e o impacto dessas doenças pode afetar a sobrevivência das espécies nativas.
Um exemplo é o Lobo-Guará (Chrysocyon brachyurus), em que, de acordo com um modelo de viabilidade populacional, estima-se que ocorrerá uma reduçao populacional de 29% nos próximos 21 anos, sendo ela embasada na taxa média de desmatamento de 1% do bioma citado. Há também as perdas que não podem ser quantificadas diante de sua natureza, sendo elas: atropelamento e doenças, podendo elevar a mais de 30% o declínio populacional.

### Amazônia
A floresta amazônica é o maior bioma do Brasil, ocupa cerca de 49% do território nacional e é composto por diferentes ecossistemas. Além disso, o clima equatorial úmido e a grande quantidade de chuvas, faz com que esse bioma seja conhecido por ter ⅕ da disponibilidade mundial de água doce, e, apresenta diferentes espécies de peixes, cerca de 85% de toda a América do Sul. 
Como já foi dito, a expansão das cidades em áreas florestais causa inúmeras mudanças no ambiente. Na floresta amazônica isso não seria diferente, o rio Amazonas e seus afluentes vem sofrendo com a presença de resíduos sólidos e de substâncias tóxicas, como agrotóxicos, microplásticos e produtos farmacêuticos. Essa bacia hidrográfica importante para o planeta, recebe esses contaminantes devido a falta de sistema de tratamento de água e esgoto adequado. 

Essa poluição afeta a saúde humana e a biodiversidade aquática, pois podendo impactar a estrutura dos diversos ecossistemas, gerar uma migração de algumas espécies, e, afetar o N de espécies típicas pela redução da reprodução, como, por exemplo, de peixes que migram para essa região tentando encontrar locais para reprodução e desova.

Floresta amazônica, lapso-temporal, 1984-2018

### Caatinga

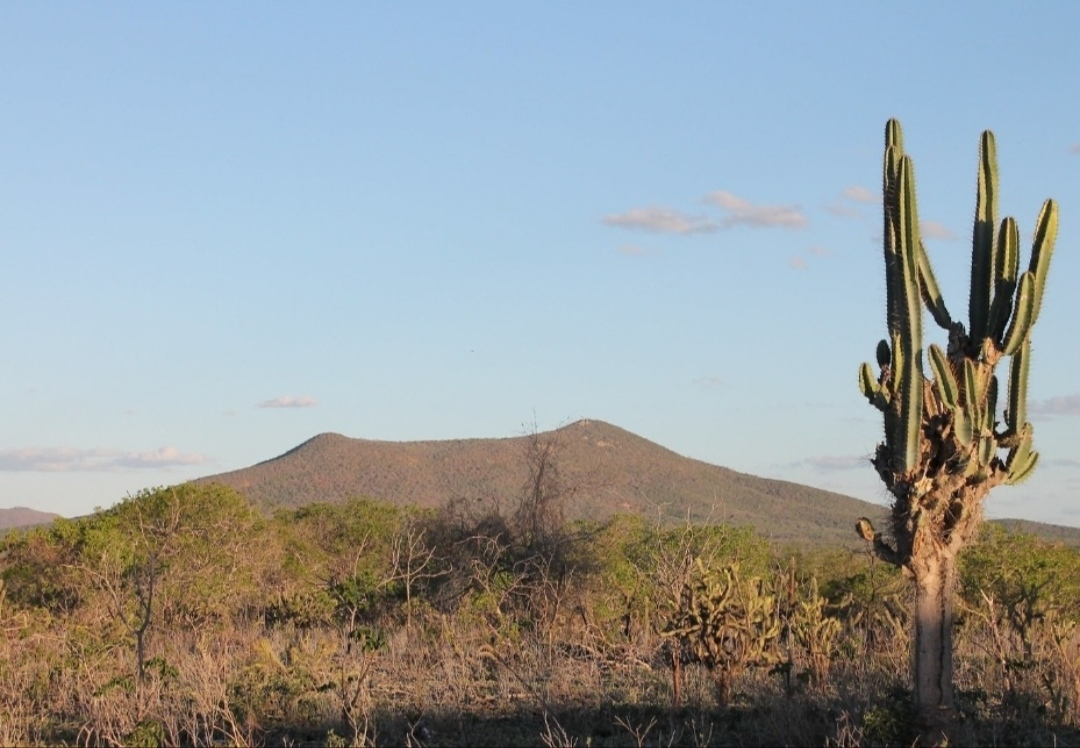
Caatinga no município de Uauá, Bahia.

A exploração, feita desde a ocupação do semi-árido, tem levado a uma rápida degradação ambiental. Cerca de 70% da Caatinga está alterada pelo homem, através da exploração dos recursos naturais e do pastoreio de caprinos e ovinos tornou esse bioma vulnerável à desertificação e à ameaça de extinção de espécies nativas. Assim, o aumento do uso do solo e a redução da área vegetal nativa, reduz a fertilidade do solo, gerando uma desestruturação dos ecossistemas. Dessa forma, a variação ambiental gerada pela superexploração do solo, desencadeia populações fragmentadas e com N reduzido, como, por exemplo, o caso do mororó (Bauhinia forficata Link), uma espécie arbórea nativa que já foi abundante na Caatinga e hoje está ameaçada de extinção.

## Abordagens para evitar o vórtex de extinção
Para evitar ou controlar o vórtex, os profissionais da área de conservação ambiental têm desenvolvido diferentes estratégias, como a conservação de pequenas populações. Basicamente, essa abordagem se concentra na identificação de espécies e populações que são muito pequenas. Ela  tenta ajudar a aumentar o número de indivíduos e, consequentemente, sua diversidade genética.
Portanto, essa abordagem é baseada no modelo de uma baixa população e baixa diversidade genética que pode aumentar a probabilidade de levar a uma extinção em espiral das espécies. Por exemplo, quando uma pequena população sofre de derivação genética e endogamia, pode gerar uma mudança na sua composição genética global, e, caso haja um alelo letal entre esses indivíduos, as consequências ficam ainda piores. Tudo isso leva a uma baixa diversidade genética que, por sua vez, provoca menor taxa de reprodução (devido ao baixo número de parceiros sexuais) e altas taxas de mortalidade, tornando a população ainda menor.
Assim, são realizadas diversos ferramentas para evitar o vórtex, como a ações de reintrodução de espécies, desfragmentação do habitat por meio de corredores ecológicos para estimular o fluxo migratório da população, favorecendo a hibridização, evitando assim, o acúmulo de genes letais.